# Eumichtis chlorograpta
Eumichtis chlorograpta är en fjärilsart som beskrevs av Paul Dognin 1907. Eumichtis chlorograpta ingår i släktet Eumichtis och familjen nattflyn. Inga underarter finns listade i Catalogue of Life.